# Сидорова, Нина Александровна
Нина Александровна Сидорова  (26 мая 1910, с. Красково, Московская губерния — 30 ноября 1961, Москва) — советский историк-медиевист, специалист по истории Франции, доктор исторических наук, заведующая сектором средних веков Института истории АН СССР.

## Биография
Родилась 26 мая 1910 года в селе Красково Московской области. В 20-е годы её мать работала воспитателем в детском доме и Нина вместе с матерью жила в этом учреждении. В 1930 году она вышла замуж за однокашника Владимира Векслера. Вскоре она заболела рассеянным туберкулезом.
Окончила исторический факультет Московского государственного педагогического института, здесь же поступила в аспирантуру. Научным руководителем был Сергей Данилович Сказкин. С 1934 года работала в Музее Института марксизма-ленинизма при ЦК КПСС и Центральном музее В. И. Ленина. В 1936—1942 годах преподавала в Московском городском педагогическом институте, Московском институте философии, литературы, истории, а также Казанском педагогическом институте в период эвакуации. В 1940 году защитила кандидатскую диссертацию на тему «Деревенская промышленность в Шампани накануне революции 1789 г.».
В 1942 г., несмотря на слабое здоровье, вместе с университетскими коллегами участвовала в лесозаготовках, в результате чего серьёзно заболела. С 1942 г. являлась старшим научным сотрудником Института истории АН СССР. В 1949 г. защитила докторскую диссертацию «Зарождение городской культуры во Франции (конец XI — первая половина XII вв.)». В 1952 стала заведующей сектором средних веков этого института. С 1943 г. Сидорова работала в Московском государственном университете, где была профессором кафедры средних веков и читала курсы «История Средних веков», «Социально-экономическая и политическая история Франции XI—XV вв.». Организатор ряда «проработочных» собраний в рамках кампании по борьбе с космополитизмом. Являлась президентом «Группы женщин с университетским образованием» при МГУ (1958).
Евгения Владимировна Гутнова, историк-медиевист, коллега Нины Александровны, говорила о Сидоровой: «Резкая, суровая, на первый взгляд — ни дать ни взять комиссар времен гражданской войны, аскетичная в одежде и прическе, словно боявшаяся показаться красивой, она сохраняла облик женщины двадцатых годов, считала все удобства жизни, а может быть, и её радости, признаком мещанства. Нина Александровна всю жизнь оставалась бесстрашной женщиной, часто говорила мне, что ничего не боится. И действительно, она нередко смело выступала со своим мнением, идя против волны, защищала людей, подвергшихся гонениям. Вместе с тем и сама она была порой чрезмерно категорична, бескомпромиссна в конфликтах с теми, чьи взгляды не разделяла».
Кавалер ордена Трудового Красного Знамени.
Похоронена в Москве на Ваганьковском кладбище (участок 55, рядом с ней похоронена дочь).

### Семья
Муж Владимир Векслер, физик-ядерщик, академик АН СССР (1958), лауреат Ленинской премии и Сталинской премии первой степени.
Дочь Екатерина Владимировна Сидорова (1932-2016), биолог, доктор биологических наук.
Во время жизни в Казани Нина Александровна подобрала и поселила у себя двух сирот, Артура и Розу. Девочку впоследствии забрали родственники, а Артур был усыновлен и воспитывался вместе с дочерью Катей.

## Научная деятельность
Основной сферой научных интересов Н. А. Сидоровой была история средневековой Франции. Вместе с тем её интересовали и другие периоды французской истории. Так, её ранние работы посвящены Парижской Коммуне, кандидатская — Франции накануне революции 1789 г. Большое значение в советской историографии имеют её труды по еретическим движениям средневековой Франции. В фундаментальной работе о ранней городской культуре Франции автор уделяет большое внимание проблеме противостояния реакционных и прогрессивных сил — католической церкви и Петра Абеляра.

## Основные работы
- Славный предвестник нового общества // Фронт науки и техники. 1935. № 3. С. 14-21.
- Массовое движение во французской провинции во время Парижской Коммуны // Борьба классов. 1936. № 3. С. 41-52.
- Зарождение городской культуры во Франции (конец XI — первая половина XII столетия) // Средние века. 1951. Вып. З. С. 143—160.
- Очерки по истории ранней городской культуры во Франции. К вопросу о реакционной роли католической церкви в развитии средневековой культуры. М., 1953. 502 с.
- Народные еретические движения во Франции в XI и XII вв. // Средние века. 1953. Вып. 4. С. 74-102.
- Петр Абеляр — представитель средневекового свободомыслия // Петр Абеляр. История моих бедствий. М., 1959. С. 181—223 (Литературные памятники).
- О некоторых проблемах исследования средневековой культуры Франции // Вестник истории мировой культуры. 1961. № 6. С. 73-90.
- Народные еретические движения во Франции в XII—XIII вв. // Французский ежегодник. 1961. М., 1962. С. 429—433.